# NGC 3592
NGC 3592 este o galaxie spirală situată în constelația Leul. A fost descoperită în 4 martie 1865 de către Albert Marth. Se află la o distanță de 21,48 de megaparseci de Pământ.